# Phylloxera stanfordiana
Phylloxera stanfordiana är en insektsart som beskrevs av Ferris 1919. Phylloxera stanfordiana ingår i släktet Phylloxera och familjen dvärgbladlöss. Inga underarter finns listade i Catalogue of Life.